# Municipio de Massie
El municipio de Massie (en inglés: Massie Township) es un municipio ubicado en el condado de Warren en el estado estadounidense de Ohio. En el año 2010 tenía una población de 1141 habitantes y una densidad poblacional de 20,64 personas por km².

## Geografía
El municipio de Massie se encuentra ubicado en las coordenadas 39°29′24″N 84°1′14″O / 39.49000, -84.02056. Según la Oficina del Censo de los Estados Unidos, el municipio tiene una superficie total de 55.27 km², de la cual 47,65 km² corresponden a tierra firme y (13,79 %) 7,62 km² es agua.

## Demografía
Según el censo de 2010, había 1141 personas residiendo en el municipio de Massie. La densidad de población era de 20,64 hab./km². De los 1141 habitantes, el municipio de Massie estaba compuesto por el 96,49 % blancos, el 1,14 % eran afroamericanos, el 0,26 % eran asiáticos, el 0,09 % eran de otras razas y el 2,02 % eran de una mezcla de razas. Del total de la población el 0,61 % eran hispanos o latinos de cualquier raza.